# Campeonato Nacional de Velocidade
O Campeonato Nacional de Velocidade (CNV) era uma competição de velocidade de automobilismo em Portugal de carros de turismo.
Continha 5 eventos em circuito.  Cada etapa estava concentrada num fim de semana denominado "Racing Weekend", onde o CNV era acompanhado por outras competições de automobilismo como o Campeonato Nacional de Clássicos|Legends Classic Cup ou troféus.
Em 2016, o Campeonato Nacional de Velocidade regressou à fórmula dos carros de Turismos sobre o regulamento TCR.
Com jornadas nos circuitos de Braga, Vila Real, Algarve, Jerez de la Frontera e Estoril, o campeonato foi muito animado apesar das curtas listas de inscritos.
Em 2018, o Campeonato Nacional de Velocidade passou a chamar-se Campeonato de Portugal de Velocidade (CPV).
A FPAK (Federação Portuguesa de Automobilismo e Karting), a Race Ready e a TCR Euro Series subscreveram um contrato para a promoção do Campeonato de Portugal de Velocidade (CPV), com a duração de três anos que teve início em 2022.

## Provas 2016
| Data           | Prova                   | CNV | CNC | Abarth | Super7 | SSS | FEUP | CSS | HE |
| -------------- | ----------------------- | --- | --- | ------ | ------ | --- | ---- | --- | -- |
| 5-Abril        | Estoril                 | -   | -   | -      | X      | -   | -    | -   | -  |
| 12/13-Abril    | Braga                   | X   | X   | X      | -      | X   | X    | X   | -  |
| 10/11-Maio     | Rampa da Falperra       | X   | X   | X      | -      | -   | X    | -   | -  |
| 17/18-Maio     | GP Histórico Pau (FRA)  | -   | -   | -      | -      | -   | -    | -   | X  |
| 24/25-Maio     | Rampa Serra da Estrela  | X   | X   | -      | -      | -   | X    | -   | -  |
| 6/7-Junho      | Jarama Hist. Fest (ESP) | -   | -   | -      | X      | -   | -    | -   | X  |
| 21/22-Junho    | Vila Real               | X   | X   | X      | X      | X   | X    | X   | X  |
| 19/20-Julho    | Algarve I               | X   | -   | X      | -      | X   | -    | -   | -  |
| 26/27-Julho    | Rampa Capital do Móvel  | -   | -   | -      | -      | -   | X    | -   | -  |
| 6/7-Setembro   | Algarve II              | X   | X   | X      | X      | -   | X    | -   | -  |
| 4/5-Outubro    | Estoril                 | X   | X   | X      | X      | X   | X    | X   | -  |
| 18/19-Outubro  | Algarve Class Fest      | -   | -   | -      | -      | -   | -    | X   | X  |
| 29/30-Novembro | Estoril Fest.           | T.  | T.  | -      | X      | X   | -    | X   | X  |

- Abarth - Troféu Abarth (troféu monomarca Abarth 500)
- Super7 - Super 7 by Kia (troféu monomarca Caterham 7)
- SSS - Single Seater Series (troféu para monolugares)
- FEUP - Desafio Único (troféus monomarca Fiat Punto e Alfa Romeo 156)
- CSS - Classic Super Stock (Carros Clássicos)
- HE - Historic Endurance (Carros Clássicos)